# Portrait d'un chevalier de Malte
Le portrait d'un chevalier de Malte est un tableau réalisé vers 1515 par le peintre italien Titien. Cette huile sur toile est un portrait d'un chevalier appartenant aux Hospitaliers de l'ordre de Saint-Jean de Jérusalem, un chapelet à la main. Il est conservé à la galerie des Offices, à Florence.